# Ezequiel Fernández
Ignacio Ezequiel Augustín Fernández Carballo, mais conhecido como Ezequiel Fernández (San Miguel, 25 de julho de 2002) é um futebolista argentino que atua como volante. Atualmente, joga pelo Al-Qadsiah.

## Carreira

### Boca Juniors
Ezequiel Fernández nasceu em San Miguel, no bairro de Santa Brígida. Chegou ao Boca Juniors em 2012, juntamente com Alan Varela, Nahuel Molina e outros atletas, vindo da filial do Barcelona em La Candela. Jogou no infantil dos oito aos dez anos e mais de cinco na categoria de juniores. Assinou seu primeiro contrato profissional com o clube azul e amarelo em setembro de 2020, com uma cláusula de rescisão de 10 milhões de dólares.
Integrado no elenco principal em 2021, fez sua estreia profissional em 8 de maio na derrota para o Patronato na última rodada da Copa da Liga Profissional. Equi atuou por 60 minutos antes de ser substituído. Ainda em 2021, integrou o elenco do Torneio de Reservas e foi um dos principais destaques da campanha. Após alguns entraves e discordâncias, foi anunciada a sua renovação contratual até dezembro de 2023. Porém antes de ser emprestado ao Tigre, renovou novamente até dezembro de 2025.

### Tigre
Com apenas três jogos disputados no profissional na temporada passada, em 12 de fevereiro de 2022 foi anunciado seu empréstimo ao Tigre até dezembro e sem opção de compra, no intuito de somar minutos. Fez sua estreia em 16 de fevereiro no empate de 1–1 com o Central Córdoba na 2ª rodada da Zona 2 da Copa da Liga Profissional, atuando por oito minutos. Já sua estreia como titular foi em 21 de fevereiro, na vitória por 2–0 sobre o Barracas Central também pela Copa da Liga. Ao todo, disputou 42 jogos e distribuiu uma assistência, retornando ao Boca em dezembro.

### Retorno ao Boca Juniors
Em 3 de janeiro de 2023, foi anunciado seu retorno ao elenco dos Xineizes comandado por Hugo Ibarra. Em 1 de março sagrou-se campeão da Supercopa ao bater o Patronato por 3–0, tendo iniciado a partida e saído no decorrer.
Sua boa temporada em 2023 como titular o fez ser especulado em cinco times europeus: o português Benfica, os ingleses Arsenal e Brighton e os espanhóis Girona e Sevilla. Na altura, havia disputado 47 partidas pelo clube argentino.

## Seleção Argentina

### Sub-17
Em outubro de 2019, foi um dos 23 convocados por Pablo Aimar para representar a Albiceleste no Mundial da categoria no Brasil.

### Sub-23
Ezequiel Fernández foi um dos convocados para representar o Sub-23 da Albiceleste no Torneio Pré-Olímpico de 2024.

## Estilo de jogo
Sendo um volante canhoto autêntico número cinco que sabe roubar bola como armar jogadas, suas principais referências da posição são o espanhol Sergio Busquets e o conterrâneo Fernando Gago.

## Títulos

### Boca Juniors
- Copa da Argentina: 2019–20
- Supercopa da Argentina: 2022